# Natia Todua
Natia Todua (en géorgien ნათია თოდუა, née le 12 mars 1996 à Tbilissi) est une chanteuse géorgienne. Elle remporte la septième saison de The Voice of Germany.

## Biographie
Ses parents, anciens étudiants de l'administration des affaires, fuient à Tbilissi au début des années 1990 après la guerre d'Abkhazie. Quand elle avait deux ans, ses parents déménagent avec elle et sa sœur de trois ans dans leur région d'origine, le district de Gali en Abkhazie. Là, elle grandit dans le village frontalier de Nabakewi. Elle déménage avec sa sœur à Tbilissi, où elle étudie l'économie à l'université du Caucase puis s'arrête. À Tbilissi, elle découvre le jazz et le blues. Lors d'un concours de jeunes chanteurs, elle rencontre le groupe Vakis Parki et en devient une choriste puis la chanteuse. Deux ans après Todua, sa mère et son frère cadet s'installent à Tbilissi, son père reste en Abkhazie. Elle participe sans résultat à The X Factor en Géorgie en 2014 et en Ukraine en 2015.
Todua arrive en Allemagne en août 2016 avec un visa de séjour au pair et travaille à Munich et Kirchheim unter Teck. Afin de continuer à participer à The Voice of Germany 2017 après la sélection lors de l'audition aveugle par les quatre membres du jury dont elle choisit Samu Haber, elle suit un cours d'allemand intensif pour prolonger son visa d'un an.
Elle vit avec un couple germano-géorgien à Bruchsal et suit des cours de musique. Avant sa victoire, elle était élève de la Popakademie Baden-Württemberg. Le 22 février 2018, elle participe à la sélection de l'Allemagne pour le Concours Eurovision de la chanson 2018 et finit dernière des six candidats de la finale. Elle sort son premier single My Own Way deux jours avant.